# Nice-Toulon-Nice
Nice-Toulon-Nice est une ancienne course cycliste française à étapes (sauf en 1922), organisée de 1922 à 1938 entre Nice et Toulon. Elle prend le nom de Trophée cycliste de la côte d'Azur de 1935 à 1938,.

## Palmarès
| Année | Vainqueur          | Deuxième         | Troisième        |
| ----- | ------------------ | ---------------- | ---------------- |
| 1922  | Jean Novo          | Alfredo Binda    | Honoré Séassau   |
| 1932  | Oreste Bernardoni  | Alfred Delisle   | Marius Guiramand |
| 1933  | Joseph Mauclair    | Fabien Galateau  | Marco Giuntelli  |
| 1934  | Adrien Buttafocchi | Amédée Rolland   | Antoine Arnaldi  |
| 1935  | Dante Gianello     | Vincent Salazard | Amédée Fournier  |
| 1936  | Fabien Galateau    | Antoine Arnaldi  | Alvaro Giorgetti |
| 1937  | Henri Puppo        | Stefano Giuppone | Dante Rocchia    |
| 1938  | Oreste Bernardoni  | Joseph Aureille  | Henri Puppo      |